# 2073
Năm 2073. Trong lịch Gregory, nó sẽ là năm thứ 2073 của Công nguyên hay của Anno Domini; năm thứ 73 của thiên niên kỷ thứ 3 và của thế kỷ 21; và năm thứ tư của thập niên 2070.